# Доминиканский монастырь (Тарнобжег)

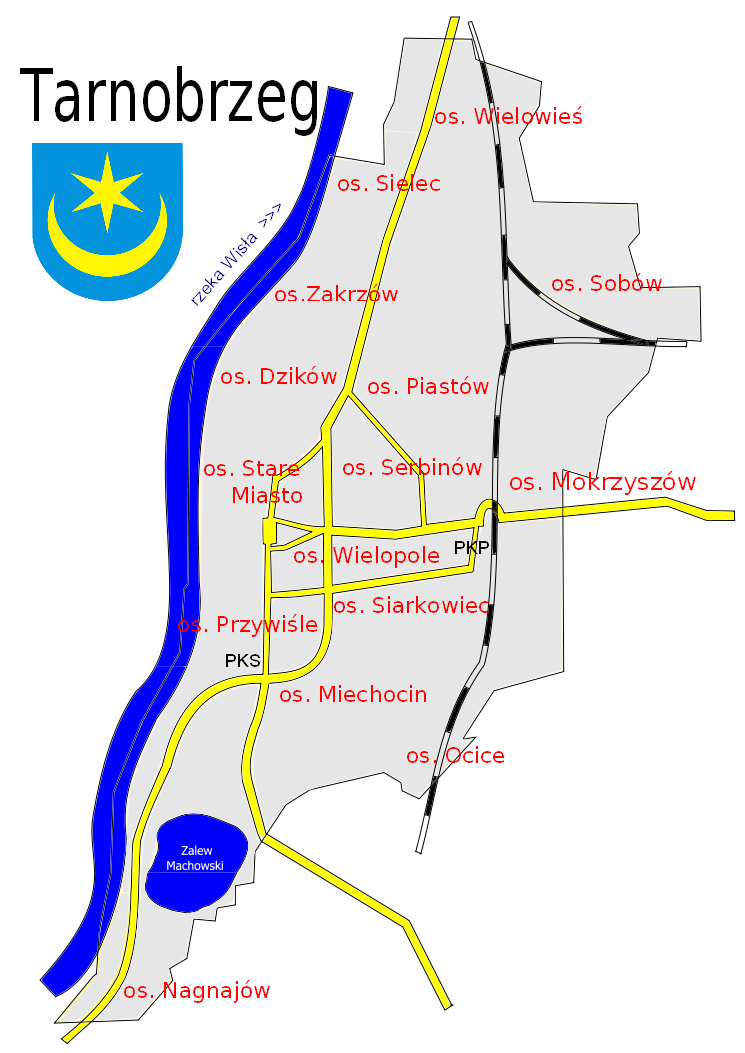
Месторасположение монастыря на карте Тарнобжега

Доминиканский монастырь (пол.  Klasztor sióstr dominikanek) — монастырь женской монашеской конгрегации «Сёстры святого Доминика», находящийся в Тарнобжеге, Польша. Монастырь находится при католическом приходе святой Гертруды и святого Архангела Михаила.

## История
Женскую монашескую конгрегацию «Сёстры святого Доминика» основала в апреле 1860 года монахиня Колумба Бялецкая вместе со священником Юлианом Лещинским к настоятелю церкви святой Гертруды и святого Архангела Михаила около Тарнобжега с просьбой основать при этом приходе женский монастырь. В 1861 году началось строительство монастырского комплекса. В 1872 году при приходе вспыхнула эпидемия холеры и монахини основали в монастыре госпиталь для больных. 18 марта 1887 года основательница монастыря Колумба Бялецкая скончалась и была похоронена при монастыре.
В этот монастырь в 1916 году поступила блаженная Мария Родзиньская.
В 2010 году монастырь значительно пострадал от наводнения.